# Joe Kubert
Joseph Kubert (18 de septiembre de 1926 - 12 de agosto de 2012) fue un artista, profesor, y dibujante de cómic estadounidense, nacido en Polonia, fundador de la Escuela Kubert. Se le conoce por su trabajo en DC Comics con personajes como Sgto. Rock y Hawkman. 

## Biografía
Nació en el seno de una familia judía. Sus padres se llamaban Etta y Jacob Kubert. Emigró a los dos meses a Brooklyn, Nueva York, con sus padres y hermana.
Se casó con Muriel Fogelson, tuvieron dos hijos, Andy y Adam Kubert, también exitosos artistas del cómic.

## Inicios
Fue un dibujante precoz que leyó su primer comic-book en 1937, antes de los 11 años, cuando esta industria apenas despegaba y tomó un transporte hasta Manhattan llevándose unas páginas envueltas en un periódico. A los 11 años y medio, después de que aquel editor le enseñara lo básico de la técnica y le diera unas páginas de muestra, vendió su primer trabajo a 5 dólares página.
Como profesional comenzó entintando una historia corta de seis páginas de título "Black-Out", en Holyoke Publishing's Catman Comics #8 (March 1942). Cotinuaria en la serie en los tres capítulos siguientes como dibujante.
Fue un magnífico dibujante, excepcional narrador e influyente director artístico de la industria del tebeo estadounidense, un pionero de la enseñanza profesional de los cómics y también un creador completo cuando la edición dio posibilidades a la expresión de temas más personales. Aunque sus personajes de historietas no dicen todo lo que fue.
Otras creaciones de Kubert incluyen los comic books Tor, Son of Sinbad, y Viking Prince, y con el escritor Robin Moore, Tales of the Green Beret.

## Series
Creó «Hawkman», «Sargento Rock» y «Enemy Ace» y dibujó una de las mejores versiones de «Tarzán» de la historia(1972/1975). 
En los años cuarenta colaboró con las distintas editoriales de cómics hasta que recaló en DC y dio forma gráfica a «Hawkman» (creado por Dennis Neville) en 1945. En 1950, haciendo el servicio militar en Alemania, vio las primeras fotografías en 3-D y a su regreso a los Estados Unidos adaptó y aplicó la técnica para hacer el primer cómic en tres dimensiones con el personaje «Súper Ratón», del que se vendieron 1,2 millones de copias en 1952, abriendo paso a un fenómeno de la década. 
En 1953 creó «Tor. Hace un millón de años», el primer tebeo de cavernícolas, que retomó varias veces a lo largo de su vida.
La mayor influencia de Joe Kubert está en los tebeos bélicos. Los primeros en 1953, con guiones de Bob Kannigher, y el personaje «Sargento Rock». Más de veinte años de su trabajo están en este género, incluidas las tiras diarias y páginas dominicales que hizo para el diario Chicago Tribune , a partir de 1967 hasta 1976 de las «Historias de los boinas verdes», con guiones de con Robin Moore.
Trabajo para la E.C. con Harvey Kutzman en la serie Two Fisted Tales
A partir de 1967 fue el director y supervisor de la línea bélica de la editorial DC y destacó su postura antibélica en plena guerra de Vietnam. Cada episodio de guerra, en general crudo y poco épico, terminaba con la frase «no hagáis la guerra nunca más». También destacó su serie «Enemy Ace» (historias de la aviación en la Primera Guerra Mundial, protagonizadas por el Barón Rojo).
En los inicios de los años setenta, propuso a la editorial DC adquirir los derechos de «Tarzán» y realizó una adaptación de las historias de Edgar Rice Burroughs que han quedado como canónicas, aun teniendo en cuenta que es un personaje que está en el origen de la historieta de aventuras y que ha sido realizado por grandes artistas. Su estilo nervudo, dramático y dinámico alcanza su máxima expresión. En esos tebeos -que en España fueron distribuidos por la editorial mexicana Novaro- devolvió parte de su admiración a Harold Foster (primer dibujante de la serie, antes de crear «Príncipe Valiente»). 
Kubert fue un dibujante muy personal que siempre proclamó su admiración por los historietistas de periódico: Hal Foster, Alex Raymond («Flash Gordon») y Milton Canniff («Terry y los piratas», «Steve Canyon»).

## Joe Kubert school
En septiembre de 1976 inició una experiencia de una influencia incalculable. Abrió su escuela de arte en Dover, junto con su esposa Marion, The Joe Kubert school of cartoon and graphic art, que le alejó de los tebeos pero sin sacarle de ellos. Llegó a tener 35 profesores para formar a un centenar largo de alumnos por curso elegidos entre los mejores aspirantes. Kubert, que era capaz de realizar entre dos y tres páginas completas (lápiz y tinta) en una jornada de 12 horas daba mucha importancia a la entrevista personal para conocer las pretensiones del dibujante. Esto explicó en Gijón: «Si no toleras estar sentado en tu mesa de dibujo 6 o 7 horas al día, 5 o 6 días a la semana, no vales para este negocio. Tienes que querer dibujar todo el tiempo». De la escuela salieron talentos como Timothy Truman, «Rags»Morales, Tom Mandrake, Stephen Bissette, Jan Duursema, Rick Veitch o Alex Maleev.

## Años 1990-2000
A la altura de los años noventa regresó al dibujo con «Abraham Stone» y en adelante alternó los trabajos convencionales dentro de las grandes editoriales con obras más personales, algunas con aspectos autobiográficos, cuando empezaba a difundirse el formato llamado novela gráfica. Excepcional, por su concepto, fue «Fax from Sarajevo», una historia real y angustiosa dentro de la guerra de Yugoslavia que recrea la relación que tuvo, con el fax como único medio de comunicación, con el agente de historietistas Ervin Rustemagic. Rustemagic, del que era amigo desde hacía más de 20 años, vivió de 1992 a 1994 atrapado en la capital bosnia. 
En 1994 visitó Gijón, invitado por el Salón Internacional del Cómic del Principado de Asturias. Allí conoció a Carlos Giménez. De este encuentro surgió una amistad y admiración mutua. De Gijón, además de esta relación se llevó dos Premios Haxtur. Carlos Giménez solía referirse a él como Maestro.
Kubert fue promocionado al Salón de la Fama Jack Kirby en los Premios Harvey de 1997, y al Salón de la Fama Will Eisner en 1998.
En julio de 2001 publicó con la editorial italiana Bonelli Il cavaliere solitario, una historia western de «Tex» con guion de Claudio Nizzi; fue traducida en varios idiomas y publicada en España bajo el nombre de El jinete solitario.
En el 2003 crea una novela gráfica de cuatro volúmenes con el título de Gánster Judío, que tuvo dos Nominaciones a los Premios Haxtur del 2007 como Mejor Dibujo e Historia Larga.
Su último trabajo es una colaboración dentro de la serie «Before Watchmen», una precuela a la conocida serie de Alan Moore y Dave Gibbons llevada al cine. Con su esposa Muriel, fallecida hace cuatro años, tuvo 5 hijos, dos de ellos Adam y Andy destacados dibujantes. Se dice que ella había sido el modelo para sus dibujos de mujeres.
Kubert fue un narrador superdotado que tenía un estilo de dibujo feroz y fibroso, de pinceles certeros, ligeros y expresivos, con un montaje de página dinámico en el que primaba los formatos extremos, las grandes viñetas horizontales o verticales. En sus páginas, el lector siempre sabía qué estaba leyendo.
Murió el 12 de agosto de 2012, debido a un mieloma múltiple.

## Premios y nominaciones
- 1962. Premio Alley  por la Mejor Portada de un Comic Book (The Brave and the Bold #42)

- 1963 write-in  Premio Alley por Artista Preferido por Sea Devils

- 1969. Especial Premio Alley "for the cinematic storytelling techniques y el excitante y dramático estilo empleado en su arte en los cómics."

- 1974 and 1980 Premio National Cartoonists Society por la MejorHistoria en el Comic Book.

- 1997. Premio Eisner por la Mejor Novela Gráfica: New", por Fax desde Sarajevo

- 1997. Premio Harvey por la Mejor Novela Gráfica Original , por Fax desde Sarajevo

- 1992. Premio Haxtur a la Mejor Portada por "Las mejores historias de los años 50" en el Salón Internacional del Cómic del Principado de Asturias. Gijón

- 1994. Premio Haxtur al Autor que Amamos en el Salón Internacional del Cómic del Principado de Asturias

- 2004. Premio Haxtur al Mejor Dibujo por "Tex. El jinete solitario" en el Salón Internacional del Cómic del Principado de Asturias.

Nominaciones
- 1977. Nominado al Mejor Cómic Book por la National Cartoonists Society

- 2007. Nominado al Premio Haxtur al Mejor Dibujo por "Gánster judío" en el Salón Internacional del Cómic del Principado de Asturias-Gijón

- 2007. Nominado al Premio Haxtur al Mejor Historia Larga por "Gánster judío" en el Salón Internacional del Cómic del Principado de Asturias-Gijón